# エナジーネーデ
エナジーネーデ（Energy NEDE）は、スクウェア・エニックスのコンピュータゲーム『スターオーシャンシリーズ』に登場する架空の人工惑星。『スターオーシャン セカンドストーリー』及び『スターオーシャン2 Second Evolution』において物語後半での主要舞台となる。歴史上の経緯と外見による特徴が一致する星間国家モーフィスとその母星 En II（イーエヌツー）についても解説する。

## 概要
銀河系セクターθを7527年の周期で公転し、周囲を高エネルギー（太陽クラスの惑星が1マイクロ秒 (= 10-6 秒) に放つエネルギーの総量の1穣 (= 1028) 倍）の膜で覆い外界との接触を遮断している。惑星の住人は先のとがった耳介をもつネーディアンで、悠久の時を進化も退化もすることなく過ごしていた。科学技術は宇宙暦366年時点の地球を凌ぐ一方、文化レベルは敢えて近代〜現代の地球と大差ない程度に保たれている。
彼らは元々、37億年前の時点で現在の銀河連邦でさえ到底及ばない技術を有し、それによる軍事力で銀河系の大半を支配していた惑星ネーデの末裔である。しかし、長い支配体制に対して反乱が頻発するようになり、その鎮圧のために生体兵器「十賢者」が開発されるが、開発途中のテロがきっかけで開発者のランティス博士は宇宙そのものの破壊を十賢者にプログラムし、十賢者はその通りに行動してネーデ軍に甚大な被害を与える。それに追い打ちをかけるように各惑星の反乱を抑えられなくなったために、高エネルギー体内部の人工惑星エナジーネーデにネーディアンは移住することとなる。
なお、これらの出来事は公には知られておらず、各都市の市長、防衛軍関係者でさえ知らない。記録上は捏造された歴史が語り継がれており、37億年前の惑星ネーデは全宇宙のあらゆる惑星を「強制的なものではなく互いが共存させ合う理想に近い」形で統一していたとされ、十賢者はそこに現れた邪心を持つ者達だったとされている。よしだもろへ版のコミックでは公然の事実となっているが、それでもデータ上は偽りの歴史が真実とされており、報道においても伏せられている。

## 地理
ドーム状にバリアが張りめぐらされ、バリアの外側には外壁楽園、内側に居住地域が広がっている。
セントラルシティ
エナジーネーデの中心都市で、惑星全体の統括をしている。シティホールには行政機関の他に出版社と新聞社が入っている。
ノースシティ
セントラルシティの北方にある町。データベース化された図書館であるエンサイクロペディアや、サイナードの人工飼育所がある。チサト・マディソンの故郷。
ファンシティ
町全体が一つの大きな遊園地となっているレジャー都市。格闘場やバーニィレース場、クッキングマスター会場などがある。
アームロック
エナジーネーデで唯一、武具の製造が許可されている町。紋章兵器研究所に通じるトランスポートがあるが、普段は封鎖されている。
ギヴァウェイ
エナジーネーデで唯一、紋章術の研究が許されているギヴァウェイ大学がある学術都市。常に人工雪が降り積もっている。ノエル・チャンドラーの故郷。
ラクア
平時は水族館となっているが、十賢者帰還後はネーデ防衛軍の拠点となっている。
フィーナル
十賢者の本拠地。ラストダンジョン。元は他と同じく何かの町であったが、十賢者の帰還と同時に占拠され巨大な要塞に作り変えられてしまう。原型を留めていない為、どのような町であったのかは不明。
紅水晶の洞窟
野生のサイナードが棲息する洞窟。
4つの場
ネーデの力の根源である宝珠が眠る場。「知の場」「力の場」「勇気の場」「愛の場」の4ヶ所からなる。
バーク洞窟
エナジーネーデ生成時に惑星バークから移植してきた洞窟。体内でレアメタルを生成できるバーク人が棲息している。

## 惑星ネーデ
古代銀河系で一大栄華を築いた惑星。その優れた科学力と紋章科学は他の惑星を圧倒しており、銀河系の7割を支配していた。しかし、37億年前十賢者の暴走により正規軍の約8割が壊滅、さらに支配惑星が次々と反乱を起こした事もあり惑星の住人はエナジーネーデに移住し、歴史から姿を消した。

## 紋章兵器研究所
エナジーネーデから遠く離れた惑星に設置された研究施設。約7億年前に、レナの実母であるリーマを所長として主にクリエイションエネルギーと時空転移シールドの研究をしていたが、動力炉が暴走して崩壊した。7億年もの永き時を経たにもかかわらず研究所跡は形を留めており、端末も操作可能かつ研究データも健在である。
『スターオーシャン セカンドストーリー』では銀河系セクターβの無人惑星にあったという設定であったが、後に惑星ミロキニアにあったことに改められた。しかし外界との接触を遮断したはずのエナジーネーデがなぜ他惑星に施設を建造したのかは語られない。

## 歴史
- 紀元前37億年前: 惑星ネーデから逃げたほぼ全てのネーデ人がエナジーネーデに、残りがEn IIとエリクール2号星に移住する。

### エナジーネーデの歴史
- 紀元前7億年前：紋章兵器研究所が崩壊。
- 宇宙暦366年：惑星エクスペルと衝突。ほぼ同時刻に十賢者が帰還しフィーナルが占拠される。崩壊紋章の力を受けエナジーネーデが崩壊する。

### モーフィスの歴史
- 宇宙暦10年：クロウ・F・アルメディオ率いるSRF 1番艦アキュラがモーフィスと接触。その後エッジ・マーベリック率いるSRF 3番艦カルナスも接触。
- 宇宙暦11年：MPによる全生命体の危機を脱した後、地球と手を取り合う意志を見せるが未開惑星保護条約を受け辞退。再び歴史の陰に隠れる。

## 出身者
- レナ・ランフォード
- ノエル・チャンドラー
- チサト・マディソン

### モーフィスの出身者
- バッカス・D-79 / バッカス・デグスレイ
- ミュリア・ティオニセス
- ルシオ・ティオニセス
- ジオット・ヴァンディオーネ
- Ex